# Liste der Bodendenkmale in Siehdichum
Die Liste der Bodendenkmale in Siehdichum enthält alle Bodendenkmale der brandenburgischen Gemeinde Siehdichum und ihrer Ortsteile auf der Grundlage der Landesdenkmalliste vom 31. Dezember 2020.
Die Baudenkmale sind in der Liste der Baudenkmale in Siehdichum aufgeführt.
| Gemarkung          | Flur | Kurzansprache                                       | Bodendenkmalnummer | Bemerkung | Bild |
| ------------------ | ---- | --------------------------------------------------- | ------------------ | --------- | ---- |
| Rießen (Lage)      | 2    | Siedlung Bronzezeit                                 | 90158              |           |      |
| Rießen (Lage)      | 2    | Gräberfeld Bronzezeit                               | 90159              |           |      |
| Rießen (Lage)      | 2    | Dorfkern deutsches Mittelalter, Dorfkern Neuzeit    | 90160              |           |      |
| Rießen (Lage)      | 2    | Mühle deutsches Mittelalter, Mühle Neuzeit          | 90928              |           |      |
| Schernsdorf (Lage) | 1    | Siedlung Urgeschichte, Siedlung römische Kaiserzeit | 90161              |           |      |
| Schernsdorf (Lage) | 5    | Pechhütte deutsches Mittelalter                     | 90162              |           |      |
| Schernsdorf (Lage) | 5    | Pechhütte deutsches Mittelalter                     | 90163              |           |      |
| Schernsdorf (Lage) | 3, 4 | Siedlung Bronzezeit, Siedlung Eisenzeit             | 90164              |           |      |
| Schernsdorf (Lage) | 2    | Dorfkern deutsches Mittelalter, Dorfkern Neuzeit    | 90165              |           |      |
| Schernsdorf (Lage) | 1    | Siedlung Urgeschichte, Siedlung Bronzezeit          | 90166              |           |      |
| Schernsdorf (Lage) | 1    | Siedlung Steinzeit                                  | 90167              |           |      |
| Schernsdorf (Lage) | 1    | Siedlung Bronzezeit                                 | 90933              |           |      |
| Schernsdorf (Lage) | 1    | Mühle Neuzeit                                       | 90934              |           |      |